# Franz Hoffmann (filozófus)
Franz Hoffmann (Aschaffenburg, 1804. január 19. – Würzburg, 1881. október 22.) német filozófiai író.

## Élete
Franz Baader legkiválóbb tanítványa, aki Münchenben tanára volt. Hoffmann 1835-től kezdve a filozófia tanára volt a würzburgi egyetemen. Munkáinak legnagyobb része Baader teozófikus, misztikus bölcselkedésének magyarázatára vonatkozik. Néhány közülük: Die ewige Selbsterzeugung Gottes (Würzburg, 1855); Grundriss der reinen Logik (2. kiad. 1855); Biographie Franz v. Baaders (Lipcse, 1857). Összegyűjtve megjelentek művei 8 kötetben (1868-1882) Philosophische Schriften cím alatt. Ő adta ki másokkal Baader műveit is 16 kötetben, a 15. kötet a fent említett életrajz.